# Radar frekvenciasávok
A radar frekvenciasávok jelölései a második világháború idejéből származnak, amikor a sávokat titkosítási okokból betűkkel jelölték. A honvédségnél és a repülésben világszerte ma is ezeket, vagy hasonló jelöléseket alkalmaznak. Többségüket elfogadta az ITU (International Telecommunication Union).
| Sáv neve                      | Frekvenciatartomány | Hullámhossz       | Felhasználás és egyéb megjegyzések |
| ----------------------------- | ------------------- | ----------------- | --- |
| HF "Rövidhullám"              | 3–30 MHz            | 10–100 m          | part menti radarok; horizonton túl látó radarok; a hullámhossz miatt felbontásuk gyenge |
| P-sáv                         | < 300 MHz           | 1 m+              | 'P' az angol previous szóból (am. „korábbi”); az első radarok által használt sáv utólagos elnevezése |
| VHF "Ultrarövidhullám"        | 30–300 MHz          | 1–10 m            | nagy hatótávolságú, felszínbe behatoló radar |
| UHF "Deciméteres hullám"      | 300–1000 MHz        | 0,3–1 m           | nagy hatótávolságú (pl. ballisztikus rakéták észlelésére használják); behatol a felszín alá |
| L-sáv                         | 1–2 GHz             | 15–30 cm          | nagy hatótávolság; a légi irányításban és a katonai felderítésben használják; az 'L' az angol long (am. „hosszú”) rövidítése |
| UWB - Ultra-wideband          | 1,6–10,5 GHz        | 18,75 cm – 2,8 cm | „falon át látó radar”; képalkotás |
| S-sáv                         | 2–4 GHz             | 7,5–15 cm         | közepes távolságú katonai felderítés; közeli légi irányítás; nagy távolságú meteorológiai, tengeri radar; az 'S' az angol short (am. „rövid”) rövidítése |
| C-sáv                         | 4–8 GHz             | 3,75–7,5 cm       | műholdas műsorsugárzás; kompromisszum (innen a 'C' betű az angol compromise után) az X és S sávok között; időjárás; nagy távolságú követés |
| X-sáv                         | 8–12 GHz            | 2,5–3,75 cm       | rakéták irányítása; tengeri radar; időjárás, közepes felbontású térképészet és felszíni felderítés; az USA területén a 10,525 GHz ±25 MHz frekvenciát repülőterek radarjai használják; közeli követés. Az 'X' jelölés a második világháborúból származik, mert a sáv frekvenciája titkos volt |
| Ku-sáv                        | 12–18 GHz           | 1,67–2,5 cm       | nagy felbontás; műholdas műsorsugárzás; „a K sáv alatti frekvencia” (az „u” az angol under, am. „alatt” szóból) |
| K-sáv                         | 18–24 GHz           | 1,11–1,67 cm      | a német kurz, vagyis „rövid” szóból; használata korlátozott, mert a vízpára elnyeli. A K-sávot épp ezért felhők észlelésére használják a meteorológiában. A rendőrség a gyorshajtókat figyeli vele, a készülék 24,150 ± 0,100 GHz-en működik.                                                 |
| Ka-sáv                        | 24–40 GHz           | 0,75–1,11 cm      | térképezés; kis hatótávolság; repülőtéri légtérfigyelés; frekvenciája a K-sáv fölött kezdődik (az „a” az angol above, am. „fölött” szóból); gyorshajtókat figyelő radar, a készülék 34,300 ± 0,100 GHz-en működik.                                                                            |
| EHF-sáv "Milliméteres hullám" | 40–300 GHz          | 7,5 mm – 1 mm     | A sávhoz különféle szervezetek más-más betűt rendelnek. |
| V-sáv                         | 40–75 GHz           | 4,0–7,5 mm        | Erősen elnyeli a légköri oxigén, aminek rezonanciafrekvenciája 60 GHz. |
| W-sáv                         | 75–110 GHz          | 2,7–4,0 mm        | Kísérleti berendezések érzékelői használják, pl. önállóan közlekedő járművek; nagy felbontású meteorológia észlelés; képalkotás |

## Fordítás
- Ez a szócikk részben vagy egészben  a   Radar című angol Wikipédia-szócikk fordításán alapul.  Az eredeti cikk szerkesztőit annak laptörténete sorolja fel. Ez a jelzés csupán a megfogalmazás eredetét és a szerzői jogokat jelzi, nem szolgál a cikkben szereplő információk forrásmegjelöléseként.